# Stadio Gaston Petit
Lo Stade Gaston-Petit è il nucleo principale per il calcio nella città di Châteauroux. Ospita le partite in casa di LB Châteauroux.

## Storia
La prima fase del progetto iniziale cominciò nel 1929. È stato inaugurato il 13 settembre 1964 con il nome di Stadio Comunale. Prende il nome d'arte di Gaston-Petit, sindaco di Châteauroux dal 1967 in 1971,nel 1971 e fu ampliato in seguito alla promozione di LB Châteauroux in Championnat National nel 1997.
Può ospitare 17.072 spettatori (di cui 14 500 posti) a partire dal 1997. Il record di presenze è di 15.896 tifosi, registrato il 24 gennaio 1998 contro l'Olympique Marsiglia.